# Prefektura apostolska Sinciangu
Prefektura apostolska Sinciangu, prefektura apostolska Sinciang-Urumczi (łac. Apostolica Praefectura Sinkiangensis) – rzymskokatolicka prefektura apostolska ze stolicą w Urumczi w Regionie Autonomicznym Sinciang-Ujgur, w Chińskiej Republice Ludowej. Prefektura apostolska Sinciangu nie wchodzi w skład żadnej metropolii.
Prefektura apostolska Sinciangu obejmuje terytorium Regionu Autonomicznego Sinciang-Ujgur. Główną świątynią jest Kościół Niepokalanego Poczęcia NMP w Urumczi odbudowany w 1980. Jest to jedyny kościół w tym mieście.
Do prefektury obecnie należy 18 kościołów w 11 miejscowościach. Służy w niej 28 sióstr zakonnych.

## Historia
Pierwsza diecezja na terenie współczesnego Sinciangu - Ili-baluc, powstała w 1320 i została wydzielona z archidiecezji Chanbałyk. Kilkanaście lat później diecezja Ili-baluc jednak zanikła.
1 października 1888, za pontyfikatu Leona XIII, powstała misja „sui iuris” Ili. 8 marca 1922 została ona zniesiona.
Za pontyfikatu Piusa XI, 14 lutego 1930, erygowana została misja „sui iuris” Sinciang. Powstała ona na terenach wydzielonych z wikariatu apostolskiego Lanzhou (obecnie archidiecezja Lanzhou).
21 maja 1938 misja została podniesiona do godności prefektury apostolskiej.
Rozwój misji w Sinciangu, podobnie jak w całym państwie, przerwało zwycięstwo komunistów w chińskiej wojnie domowej w 1949.
W 1991 pierwszym po 1949 prefektem apostolskim Sinciangu został, wyświęcony potajemnie, bp Paul Xie Tingzhe. Nie był on uznawany za biskupa przez komunistyczny rząd, jednak mógł swobodnie pracować jako kapłan w Urumczi.

## Ordynariusze

### Ordynariusze Ili
- o. Johannes Baptist Steeneman CICM (1898–1918)
- o. Gerard-Joseph Hoogers CICM (1918–1922) następnie mianowany prefektem apostolskim Datongu

### Ordynariusze Sinciangu
- o. Ferdinand Loy SVD (20 listopada 1931 – 23 czerwca 1969)
- bp Paul Xie Tingzhe (1991–2017)